# 16023 Алісоньє
16023 Алісоньє (1999 CV93, 1997 UC14, 16023 Alisonyee) — астероїд головного поясу, відкритий 10 лютого 1999 року.
Тіссеранів параметр щодо Юпітера — 3,424.